# 切尔奇诺
切尔奇诺（義大利語：Cercino），是意大利松德里奥省的一个市镇。总面积6平方公里，人口753人，人口密度125.5人/平方公里（2009年）。国家统计（ISTAT）代码为014017。